# حوزه انتخابیه گناباد و بجستان
حوزهٔ انتخابیه گناباد و بجستان یکی از حوزه از حوزه‌های استان خراسان رضوی برای انتخابات مجلس شورای اسلامی است. این حوزه به مرکزیت گناباد، ۱ نماینده دارد.

| دوره    | نام نماینده منتخب | متولد | شروع | سن | تعداد رای | کل آرا | درصد رای | مشارکت مردم      |
| ------- | ----------------- | ----- | ---- | -- | --------- | ------ | -------- | ---------------- |
| نخست    | احمد ملازاده      | ۱۳۲۵  | ۱۳۵۹ | ۳۴ | ۱۶٬۵۲۲    | ۲۳٬۸۸۰ | ۶۹٫۱۹٪   | نامشخص**         |
| دوم     | مهدی مهدی‌زاده     | ۱۳۱۸  | ۱۳۶۳ | ۴۵ | ۴۰٬۳۱۹    | ۵۳٬۳۳۷ | ۷۵٫۵۹٪   | نامشخص**         |
| سوم     | مهدی مهدی‌زاده     | ۱۳۱۸  | ۱۳۶۷ | ۴۹ | ۳۰٬۰۵۰    | ۴۲٬۵۲۸ | ۷۰٫۶۶٪   | نامشخص**         |
| چهارم   | مهدی مهدی‌زاده     | ۱۳۱۸  | ۱۳۷۱ | ۵۳ | ۲۳٬۹۳۱    | ۵۰٬۳۱۳ | ۴۷٫۵۶٪   | نامشخص**         |
| پنجم    | مهدی مهدی‌زاده     | ۱۳۱۸  | ۱۳۷۵ | ۵۷ | ۲۰٬۱۳۷    | ۵۷٬۲۳۵ | ۳۵٫۱۸٪   | نامشخص**         |
| ششم     | آزادی آزادمنش     | ۱۳۲۲  | ۱۳۷۹ | ۵۷ | ۱۶٬۴۰۶    | ۶۰٬۲۰۵ | ۲۷٫۲۵٪   | نامشخص**         |
| هفتم    | سید محمود مدنی    | ۱۳۴۳  | ۱۳۸۳ | ۴۰ | ۲۳٬۰۸۲    | ۵۸٬۶۷۹ | ۳۹٫۳۴٪   | نامشخص**         |
| هشتم    | مهدی مهدی‌زاده     | ۱۳۱۸  | ۱۳۸۷ | ۶۹ | ۲۳٬۰۱۲    | ۶۳٬۸۳۳ | ۳۶٫۰۵٪   | نامشخص**         |
| نهم     | محمد رجایی        | ۱۳۳۷  | ۱۳۹۱ | ۵۴ | ۲۷٬۱۰۲    | ۶۱٬۱۰۲ | ۴۴٫۳۶٪   | نامشخص**         |
| دهم     | حمید بنایی        | ۱۳۴۶  | ۱۳۹۵ | ۴۹ | ۱۹٬۹۰۱    | ۷۱٬۰۴۷ | ۲۸٫۰۱٪   | ۹۳٪              |
| یازدهم  | محمد صفایی        | ۱۳۴۰  | ۱۳۹۹ | ۵۹ | ۲۳٬۶۰۷    | ۵۵٬۴۹۸ | ۴۲٫۵۴٪   | ۶۳٪ (باطله ۴۶۸۸) |
| دوازدهم | هادی محمدپور      | ۱۳۵۴  | ۱۴۰۲ | ۴۸ | ۱۷،۷۶۹    | ۵۷،۳۵۶ | ۳۰،۰۹٪   | ۶۶٪              |

منبع : سایت پارلمان ایران

## پی‌نوشت و منبع
- «جدول حوزه‌های انتخابیه در انتخابات دهمین دورهٔ مجلس شورای اسلامی» (PDF). مرکز پژوهش و سنجش افکار صدا و سیما. بایگانی‌شده از اصلی (PDF) در ۵ اكتبر ۲۰۱۸. دریافت‌شده در ۳ ژوئیه ۲۰۱۶. تاریخ وارد شده در |archive-date= را بررسی کنید (کمک)